# Debabarrena
Debabarrena (in italiano: Basso Deba) è un'eskualdua della provincia di Gipuzkoa, nella comunità autonoma dei Paesi Baschi.